# Sören Danielsson
Sören Leopold Gustaf Danielsson, född 8 februari 1930 i Stora Kopparbergs församling, död 19 april 2018 i Falun, var en svensk boxare.
Danielsson representerade Sverige vid OS i Helsingfors 1952, där han slutade på nionde plats i lätt mellanvikt (71-kilosklassen). På klubbnivå boxades han för Stockholmsklubben IK Balder.